# 바이올린 협주곡 (차이콥스키)
《바이올린 협주곡 라 장조》는 러시아의 작곡가 표트르 일리치 차이콥스키가 1878년에 작곡한 바이올린을 위한 협주곡이다.
이 곡은 다음과 같이 세 악장으로 구성되어 있다.
1. 알레그로 모데라토 (Allegro moderato)
2. 칸초네타: 안단테 (Canzonetta: Andante)
3. 알레그로 비바치시모 (Allegro vivacissimo)

이 곡은 차이콥스키가 안토니나 이바노브나 밀류코바(Antonina Ivanovna Milyukova)와의 비참한 결혼생활로부터 온 우울증을 회복하기 위해 갔던 스위스 제네바 호수 연안의 클라렌스 리조트에서 작곡되었다.
차이콥스키는 그곳에서 그의 제자이자 바이올린 연주자인 요지프 코테크(Yosif Kotek)와 바이올린과 피아노를 위한 작품을 함께 연주했었고, 그것이 이 협주곡을 작곡하게 된 기폭제가 되었다. 차이콥스키는 바이올린 연주자가 아니었기 때문에 바이올린 독주 부분 작곡은 요지프의 도움을 받았다. 작곡은 매우 빨리 이루어져 한 달 안에 곡이 완성되었다.(2악장은 나중에 다시 쓰여졌고 원래의 2악장은 “Souvenir d'un lieu cher”의 바이올린과 피아노를 위한 세 곡 중의 하나로 남아있다.)
코테크는 이 곡을 초연하기 위한 충분한 명성이 없었으므로 차이콥스키는 레오폴트 아우어(Leopold Auer)에게 첫 연주를 부탁하며 그에게 헌정하려 했다. 하지만 아우어는 이 곡은 연주가 불가능하다며 제안을 받아들이지 않았고(그러나 이후에 연주했다.) 차이콥스키는 다른 연주자를 찾아야만 했다. 마침내 이 곡은 아돌프 브로드스키(Adolph Brodsky)에 의해 1881년 12월 4일에 처음으로 연주되었다.(그리고 차이콥스키는 그에게 헌정했다.) 곡에 대한 평가는 엇갈렸고, 당시에는 지금과 같은 호평은 받지 못했었다.
차이콥스키는 바이올린 협주곡을 단 한 곡만 작곡했지만, 피아노 협주곡은 세 작품을 작곡했다. 그 중에서 특히 피아노 협주곡 1번이 유명하다.